# Der Fall Jakubowski – Rekonstruktion eines Justizirrtums
Der Fall Jakubowski – Rekonstruktion eines Justizirrtums ist ein dokumentarisches Fernsehspiel aus der Feder von Robert Adolf Stemmle, der auch Regie führte. Es wurde 1964 vom ZDF in zwei Teilen ausgestrahlt.

## Inhalt
Geschildert wird der wahre Fall des polnischen Arbeiters Josef Jakubowski, der Ende 1924 wegen Mordes an dem dreijährigen Ewald Nogens verhaftet und angeklagt wurde. Aufgrund dubioser Zeugenaussagen erging am 26. März 1925 das Todesurteil gegen Jakubowski, das am 15. Februar 1926 in der Landesanstalt Neustrelitz-Strelitz vollstreckt wurde. Erst zwei Jahre später stellten sich die Tat und die Beschuldigungen gegen Jakubowski als ein Komplott der gesamten Familie Nogens heraus und der Fall wurde neu aufgerollt. Obwohl der wahre Mörder rechtskräftig verurteilt wurde, kam es nie zu einer Aufhebung des Schuldspruches gegen Jakubowski.

## Sonstiges
Der 1. Teil mit dem Titel Das Todesurteil lief am 7. Oktober 1964 und hatte eine Länge von 80 Minuten, der 2. Teil („Die Revision“) wurde einen Tag später gesendet, seine Länge betrug 87 Minuten.
Einmal mehr beschäftigte sich Autor und Regisseur Robert Adolf Stemmle mit einem Justizirrtum und dem damit verbundenen Fehlurteil gegen den Angeklagten. Er hatte dies bereits 1948 mit der Affaire Blum und 1958 in dem Film Gestehen Sie, Dr. Corda! getan. 1963 nahm er sich mit Der Fall Rohrbach der zu Unrecht verurteilten Maria Rohrbach an. 1970 sollte die Reihe Recht oder Unrecht folgen.
Produzent des Zweiteilers war Artur Brauner mit seiner Firma CCC-Film. Bereits 1959 war der Fall Jakubowski Gegenstand in der Folge Fernsehpitaval: Der Fall Jakubowski der Reihe Fernsehpitaval unter der Regie von Wolfgang Luderer, die vom Deutschen Fernsehfunk ausgestrahlt wurde. Ebenfalls zuvor kam in der DDR im Jahr 1962 ein DEFA-Film mit dem Titel Mord ohne Sühne von Carl Ballhaus zu diesem Thema in die Kinos.
Die Krimihomepage lobt die „eindrucksvolle Rekonstruktion eines Justizirrtums“ und die „eindrucksvolle Darstellung Friedrich Georg Beckhaus', der den unschuldig Verurteilten mit Bravour spielt“.